# 松浦寿來
松浦 寿來（まつうら じゅら、1999年4月11日 - ）は、日本の女優、元子役。キリンプロ所属。
趣味は映画鑑賞ゲーム。特技はクラシックバレエ、歌、ジャズダンス、中国語、カンフー。

## 出演

### 映画
- あやむすび（2006年） - カヨ 役
- ソロモンの偽証 前篇・事件 / 後篇・裁判（2015年3月7日・4月11日、松竹） - 富田優花 役

### テレビ
- ザ・鉄腕ダッシュ（1999年、日本テレビ）
- いないいないばぁ（2000年、NHK）レギュラー
- ほんとにあった怖い話 - 廃屋の少女 役（2003年、フジテレビ）
- いきなり!黄金伝説（2005年、テレビ朝日）
- 中居正広の金曜日のスマたちへ「涙そうそう第3段3人の白血病」（2005年、TBS）ナツ 役
- 中居正広の金曜日のスマたちへ「波乱万丈 和田えみ」（2005年、TBS）和田えみ 役
- 行列のできる法律相談所（2005年、日本テレビ）
- 午後は○○おもいッきりテレビ「陸奥明がなくなった日」（2005年、日本テレビ）娘 役
- クイズ!日本語王（2006年、TBS）
- はだしのゲン「千の風になってSP」 - 林竹子 役（2007年、フジテレビ）
- 帰ってきた時効警察（2007年、テレビ朝日）桃子 役
- 踊る!さんま御殿!!（2007年、日本テレビ）
- 特上!天声慎吾（2007年、日本テレビ）
- 徳光和夫の感動再会"逢いたい"（2007年、TBS）房子 役
- 瞳「NHK朝の連続ドラマ小説」（2007年、フジテレビ）瞳（幼少） 役
- 日本のこれから（2008年、NHK）
- シャキーン（2008年、NHK）
- 理由ある太郎（2008年、フジテレビ）
- 血痕3 警科研・湯川愛子の鑑定ファイル（2008年、TBS）美紀 役
- わたしが子どもだったころ（2009年、NHK）
- エチカの鏡（2009年、フジテレビ）
- ゲゲゲの女房（2010年、NHK）橋本万葉 役

### CM
- エポック社「ハムハムぴたりんちゅ！」（2005年）
- エポック社「とっとこ占いハウス」（2005年）
- スズキ自動車「2008初売り」（2008年）
- 興和新薬「ウナコーワクール　プチウナ」（2008年）
- Nikon「ジュピター　ショッピングチャンネル」（2009年）
- エバラ「おいしいキムチ」（2010年）

### 舞台・ミュージカル・歌
- 夕鶴オペラ（2005年、日生劇場）
- CHANE2007 ミュージカル（2005年、日生劇場）岡田沙耶加（幼少） 役
- 夕鶴オペラ（2007年、文京シビックホール）
- 東京都交響楽団第639回定期演奏会（2007年、サントリーホール）
- くまのがっこうチャリティーコンサート（2007年、ジャッキーのクリスマス）
- リズミックタウン ミュージカル（2008年、東京芸術劇場）妖精 役
- 夕鶴オペラ 鮫島有美子（2008年、昭和女子人見記念講堂 / 神奈川県民ホール / サントリーホール / 大宮ソニックシティー）
- やさしいライオン ミュージカル（2009年、俳優座）
- ヘンゼルとグレーテル ミュージカル「子ども夢基金」（2009年、玉川区民会館）
- 千手観音「MY 夢 DREAM」（2010年、新宿文化センター）
- 夕鶴オペラ ソロ（2011年、新国立劇場）